# Begoña Fernández Molinos
Begoña Fernández Molinos   (Vigo, 22 de març de 1980) és una exjugadora d'handbol gallega, guanyadora d'una medalla olímpica.
Va participar, als 32 anys, en els Jocs Olímpics d'Estiu de 2012 celebrats a Londres (Regne Unit), on va aconseguir guanyar la medalla de bronze en derrotar en el partit pel tercer lloc a la selecció de Corea del Sud.
Al llarg de la seva carrera ha aconseguit una medalla de plata al Campionat d'Europa d'handbol i una medalla d'or als Jocs del Mediterrani.
A nivell de clubs jugà al CBM Astroc Sagunto (1998-2003), amb qui guanyà la Recopa del 2000, SD Itxako (2003-2005 i 2008-2012), amb qui guanyà la Copa d'Europa de 2009, BM Elda Prestigio (2005-2008), ŽRK Zaječar (2012) i ŽRK Vardar (2013-2015). També guanyà vuit lligues espanyoles, cinc copes de la Reina, una lliga de Sèrbia, tres lligues de Macedònia i dues copes de Macedònia.
El 2023 fou inclosa a l'European Handball Federation Hall of Fame.